# Архіпелаг Базаруто (національний парк)
Національний парк архіпелагу Базаруто (BANP) — це охоронна територія в провінції Іньямбане в Мозамбіку на архіпелазі Базаруто. Парк було проголошено 25 травня 1971 року. Він охороняє великий океанічний простір і п'ять островів.
Національний парк Базаруто був відкритий у 1971 році. Він складається з архіпелагу з п'яти островів біля узбережжя Мозамбіку між містами Віланкуло та Інхассоро. Парк був створений для охорони дюгонів і морських черепах, а також місць їх проживання. Також парк захищає флору і фауну островів, коралові рифи та морських птахів. Найбільший острів — Базаруто, а інші — Бенгерра, Маргаруке, Санта-Кароліна (Райський острів) і Банк.

## Екологія
Острови мають тропічний клімат і включають величезні дюни, ліси та савани, внутрішні острівні озера та болота. У них мешкає кілька ендемічних наземних черевоногих молюсків і ящірок, а також важливі скупчення палеарктичних водоплавних птахів-мігрантів. На архіпелазі живе понад 240 видів птахів. До них відносяться коукал, крабоїд і морський орлан.
Багате різноманіття морського життя Базаруто включає морських черепах, шість видів дельфінів, марлінів і барракуд. У відкритому океані є великі зграї дельфінів, а взимку можна побачити горбатих китів. Китових акул можна побачити з жовтня по квітень. Тут налічується понад 2000 видів риб і 500 видів молюсків. Тут гніздяться всі п'ять морських видів черепах, і це єдине відоме місце в західній частині Індійського океану, де це відбувається. Внутрішні прісноводні озера є домом для нільських крокодилів.
BANP забезпечує захист найбільшій і єдиній життєздатній популяції дюгонів у західній частині Індійського океану. У 2022 році вони були внесені до Червоної книги МСОП для Східної Африки як ті що «перебувають під загрозою зникнення». Крім того, парк захищає лопатоносих скатів, океанічних та рифових мант, і таких цікавих видів риб, як риба-гітара та клинонос. Вони були занесені до списку морських риб, яким найбільше загрожує зникнення. У 2019 році МСОП вніс 15 місцевих видів до категорії «критично зникаючих».
Коралові рифи архипелагу дуже різноманітні і вважаються найменш порушеними в цій частині Індійського океану.

## Люди

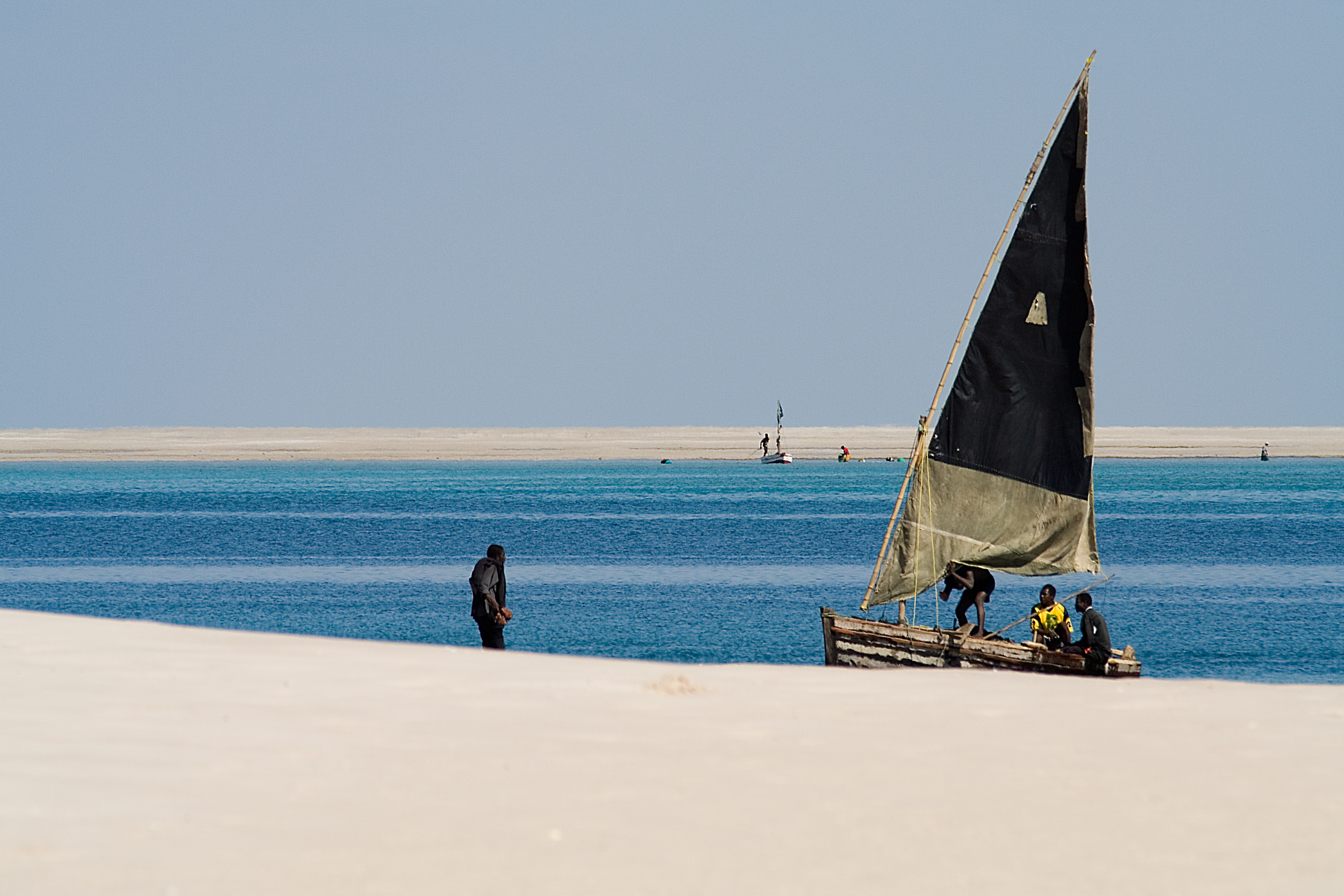
Дау та рибалки на острові Магарук, Мозамбік, серпень 2006 р

У 2024 році на архіпелазі проживало близько 6500 жителів у семи громадах. Лише 3 острови заселені. Вони здебільшого дуже бідні та покладаються на видобуток природних ресурсів, щоб вижити. 70 % домогосподарств покладаються на дрібне рибальство, тоді як інші люди виловлюють піщаних устриць, вирощують зернові культури та розводять худобу. Ресурсів на острові недостатньо для підтримки існуючої людської популяції, що призводить до зменшення вилову риби, зменшення врожаю та зростання бідності та відсутності продовольчої безпеки. Робочі місця, створені після початку управління африканськими парками, позитивно вплинули на економіку.

## Охорона природи та туризм
Архіпелаг зазнав незаконного рибальства а також надмірного використання природних ресурсів. Крім того, раніше існували браконьєрство та погано регульована туристична діяльність. Це загрожувало біорізноманіттю островів. Риболовля та забруднення є двома причинами зменшення популяції дюгонів. Обидва фактори знищують морську траву, від якої і залежать дюгоні.
BANP є популярним туристичним напрямком. 30-метрова прозорість води та багате коралове життя приваблюють дайверів і снорклерів. Як і материковий Мозамбік, пляжі мають м'який білий пісок, що приваблює любителів пляжного відпочинку. Станом на 2011 рік у парку було п'ять готелів, які пропагували високовартісні програми з низьким впливом. Готелі роблять важливий внесок у місцеву економіку через зайнятість і податкові надходження. Всесвітній фонд природи (WWF) має програму, щоб допомогти місцевим громадам стати більш досвідченими в отриманні частки доходів в обмін на захист цінних екологічних ресурсів. З 2019 року інфраструктура покращилася, а економіка завдяки природоохоронним методам створила робочі місця.
У грудні 2017 року управління парком перейшло до African Parks. Вони керують спільно з Національною адміністрацією заповідних територій Мозамбіку.